# Strimmig hedsmyg
Strimmig hedsmyg (Calamanthus fuliginosus) är en fågel i familjen taggnäbbar inom ordningen tättingar.

## Utseende
Strimmig hedsmyg är en kraftigt streckad liten tätting med lång stjärt som den oftast håller rest. I färgsättningen är den olivbrun med ljus strupe.

## Utbredning och systematik
Strimmig hedsmyg delas in i fyra underarter:
- Calamanthus fuliginosus albiloris – förekommer i sydöstra Australien (sydöstra New South Wales och sydöstra Victoria)
- Calamanthus fuliginosus bourneorum – förekommer i södra Australien (sydöstra South Australia och sydvästra Victoria)
- Calamanthus fuliginosus fuliginosus – förekommer på östra Tasmanien
- Calamanthus fuliginosus diemenensis – förekommer på västra Tasmanien

## Levnadssätt
Strimmig hedsmyg hittas på tätbevuxna hedar, i gräsmarker och i saltvattensvåtmarker. Där födosöker den tystlåtet på marken eller i tät vegetation där den kan vara mycket svår att få syn på. Lättast att se den är på våren när hanen sitter högre upp i vegetationen och sjunger.

## Status och hot
Arten har ett stort utbredningsområde, men tros minska i antal, dock inte tillräckligt kraftigt för att den ska betraktas som hotad. Internationella naturvårdsunionen IUCN listar arten som livskraftig (LC).